# Пам'ятник Катерині II (Севастополь)
Пам'ятник Катерині II у Севастополі, відкрито 15 червня 2008 року під час святкових заходів, присвячених 225-річчю від дня заснування міста.
Пам'ятник встановлено у сквері на вулиці Леніна (колишній Катерининській), по осі головного входу музею Чорноморського флоту РФ. На місці скверу обладнано круглий у плані майданчик, у центрі якого встановлено пам'ятник.
Автори пам'ятника — скульптор Станіслав Чиж та архітектор Георгій Григор'янц.

## Опис
Підхід до пам'ятника з 4-х сторін. Постамент виконано у вигляді круглої колони на квадратному плінті. У верхній частині колони шестигранник, у центрі якого картуш із написом «Катерина II», зображення вензеля Катерини. На лівій грані — Указ про заснування міста Севастополя:
|  | ІМЕННИЙ УКАЗ ГЕНЕРАЛ-ГУБЕРНАТОРУ КНЯЗЮ ПОТЬОМКІНУ ПРО ОБЛАШТУВАННЯ НОВИХ УКРІПЛЕНЬ… оголошуємо цим волю НАШУ облаштувати такі укріплення: … Фортець велику Севастополь, де нині Ахтіяр і де мають бути Адміралтейство, верф для першого рангу кораблів, порт і військове поселення. КАТЕРИНАОригінальний текст (рос.) [ИМЕННЫЙ УКАЗ ГЕНЕРАЛ-ГУБЕРНАТОРУ КНЯЗЮ ПОТЕМКИНУ ОБ УСТРОЙСТВЕ НОВЫХ УКРЕПЛЕНИЙ… объявляем сим волю НАШУ устроить следующия укрепления: … Крепость большую Севастополь, где ныне Ахтияр и где должны быть Адмиралтейство, верфь для первого ранга кораблей, порт и военное селение. ЕКАТЕРИНА] Помилка: {{Lang}}: текст вже має курсивний шрифт (допомога) |

на правій — рельєфне зображення Севастопольської бухти. Скульптура Катерини II в урочистому, парадному одязі, з сувоєм-указом вінчає всю композицію. Загальну стилістику постаменту навіяно мотивами пам'ятника «Катеринівської милі». Висота плінта — 0,6 м, висота постаменту — 3,0 м висота скульптури — 2,85 м. Загальна висота пам'ятника — 6,35 м.
Плінт і шестигранник виконано з коричневого полірованого граніту Токівського родовища. Колона — з сіро-зеленого полірованого граніту Міжріченського родовища. Скульптура, картуш — із бронзи. Маса бронзової фігури імператриці — 940 кг.

## Історія створення
Першими ініціаторами встановлення пам'ятника була рада ветеранів Севастополя. Члени ради в листопаді 1996 року на засіданні ухвалили рішення звернутися до Севастопольської міської ради з ініціативою створення пам'ятника Катерині в Севастополі. 1997 року скульптор Станіслав Чиж та архітектор Григорій Григор'янц запропонували варіант проєкту пам'ятника, який схвалили прихильники встановлення пам'ятника в місті Севастополь.
Довгий час з різних причин, зокрема й політичних, ідею не вдавалося втілити у життя. До реалізації повернулися у зв'язку з підготовкою до 225-річчя від дня заснування Севастополя.
Спочатку 2005 року, потім двічі 23 квітня та 23 липня 2008 року сесія Севастопольської міської ради ухвалювала рішення про встановлення пам'ятника імператриці Катерині II. Замовником виготовлення пам'ятника виступив Севастопольський фонд історії та культури ім. Г. Черкашина, який організував збирання коштів для реалізації проєкту.
17 жовтня 2007 року член правління фонду скульптор Станіслав Олександрович Чиж розпочав роботу зі створення скульптури.
27 грудня 2007 глиняна фігура була повністю готова. 9 січня 2008 року Анатолій Щербаков розпочав формування. Через місяць гіпсова фігура була готова і частинами доправлена в Сімферопольські художні майстерні для виготовлення бронзового пам'ятника. Вартість бронзи для виготовлення пам'ятника сплатили члени правління фонду імені Черкашина Юрій та Алла Кравцови. На пам'ятник пішло 940 кг бронзи.
У травні 2008 року з Житомирського кар'єру доставили деталі квадратного плінта та колони. Загальна маса їх становила 39 400 кг. Основа пам'ятника — залізобетонний масив розміром 4 м × 4 м × 1,2 м. Символічно, що пам'ятник Катерині ІІ встановлено на фундаменті зруйнованого війною будинку героя Першої оборони Севастополя 1854—1855 років генерал-лейтенанта Е. І. Тотлебена.
Народний художник України, почесний житель Севастополя, скульптор Станіслав Олександрович Чиж не дожив до дня відкриття пам'ятника.
Встановлення пам'ятника Катерині II проходило в складній суспільно-політичній обстановці. Відбулося п'ять судів за позовами Севастопольської міської державної адміністрації, яка виступила проти встановлення пам'ятника у Севастополі. Увечері 13 червня 2008 року пам'ятник встановили. Для охорони громадського порядку до Севастополя прибули жителі Алушти, Сімферополя та Бахчисараю, які називали себе козаками.
Архітектор Георгій Григор'янц розробив проєкт реконструкції скверу по вулиці Леніна, що включає озеленення та підхід до пам'ятника, тому роботи навколо пам'ятника тривають.
Влітку 2008 року лідер Меджлісу кримськотатарського народу Мустафа Джемілєв виступив за знесення цього пам'ятника.
28 жовтня 2008 року група невідомих патріотично налаштованих місцевих мешканців вчинила свідомий акт вандалізму над пам'ятником російськїй імперіалістичній шльондрі й облили монумент жовтою та блакитною фарбами, на знак протесту проти проросійського свавілля місцевої влади, яка допустила встановлення цього памʼятник.